# Tercera ronda de la Clasificación de Concacaf para la Copa Mundial de Fútbol de 2006
La Tercera Ronda de la Clasificación de Concacaf para la Copa Mundial de Fútbol de 2006 fue la etapa que determinó a los clasificados a la tercera ronda (Hexagonal final) del torneo clasificatorio de Norteamérica, Centroamérica y el Caribe. Se llevó a cabo del 18 de agosto de 2004 al 17 de noviembre de 2004. Costa Rica, Estados Unidos, Guatemala, México, Panamá y Trinidad y Tobago clasificaron a la fase final.

## Resultados

### Grupo 1
| Selección      | Pts. | PJ | PG | PE | PP | GF | GC | Dif |
| -------------- | ---- | -- | -- | -- | -- | -- | -- | --- |
| Estados Unidos | 12   | 6  | 3  | 3  | 0  | 13 | 3  | +10 |
| Panamá         | 8    | 6  | 2  | 2  | 2  | 8  | 11 | -3  |
| Jamaica        | 7    | 6  | 1  | 4  | 1  | 7  | 5  | +2  |
| El Salvador    | 4    | 6  | 1  | 1  | 4  | 2  | 11 | -9  |

### Grupo 2
| Selección  | Pts. | PJ | PG | PE | PP | GF | GC | Dif |
| ---------- | ---- | -- | -- | -- | -- | -- | -- | --- |
| Costa Rica | 10   | 6  | 3  | 1  | 2  | 12 | 8  | +4  |
| Guatemala  | 10   | 6  | 3  | 1  | 2  | 7  | 9  | -2  |
| Honduras   | 7    | 6  | 1  | 4  | 1  | 9  | 7  | +2  |
| Canadá     | 5    | 6  | 1  | 2  | 3  | 4  | 8  | -4  |

| L\V                   | Bandera de Canadá | Bandera de Costa Rica | Bandera de Guatemala | Bandera de Honduras |
| Bandera de Canadá     |                   | 1:3                   | 0:2                  | 1:1                 |
| Bandera de Costa Rica | 1:0               |                       | 5:0                  | 2:5                 |
| Bandera de Guatemala  | 0:1               | 2:1                   |                      | 1:0                 |
| Bandera de Honduras   | 1:1               | 0:0                   | 2:2                  |                     |

|  | Clasificado a la Cuarta ronda. |

| 18 de agosto de 2004 | Canadá | 0:2 (0:1) | Guatemala      | Swangard Stadium, Burnaby                                 |                                                           |
|                      |        | Reporte   | C. Ruiz 7' 59' | Asistencia: 6500 espectadores Árbitro(s): Rodolfo Sibrian | Asistencia: 6500 espectadores Árbitro(s): Rodolfo Sibrian |

| 18 de agosto de 2004 | Costa Rica     | 2:5 (2:2) | Honduras                                                            | Estadio Alejandro Morera, Alajuela                                  |                                                                     |
|                      | Herron 20' 36' | Reporte   | Suazo 22' · de León 35' · Guevara 77' · Guerrero 87' · Martínez 89' | Asistencia: 14 000 espectadores Árbitro(s): Marco Antonio Rodríguez | Asistencia: 14 000 espectadores Árbitro(s): Marco Antonio Rodríguez |

| 4 de septiembre de 2004 | Canadá     | 1:1 (0:0) | Honduras           | Commonwealth Stadium, Edmonton                              |                                                             |
|                         | de Vos 82' | Reporte   | Guevara 88' (pen.) | Asistencia: 8000 espectadores Árbitro(s): Armando Archundia | Asistencia: 8000 espectadores Árbitro(s): Armando Archundia |

| 4 de septiembre de 2004 | Guatemala     | 2:1 (0:1) | Costa Rica | Estadio Mateo Flores, Guatemala                         |                                                         |
|                         | Plata 58' 73' | Reporte   | Solís 24'  | Asistencia: 27 460 espectadores Árbitro(s): Kevin Stott | Asistencia: 27 460 espectadores Árbitro(s): Kevin Stott |

| 8 de septiembre de 2004 | Honduras                | 2:2 (0:1) | Guatemala                    | Estadio Olímpico, San Pedro Sula                              |                                                               |
|                         | Guevara 51' · Suazo 65' | Reporte   | C. Ruiz 20' · Pezzarossi 49' | Asistencia: 40 000 espectadores Árbitro(s): Peter Prendergast | Asistencia: 40 000 espectadores Árbitro(s): Peter Prendergast |

| 8 de septiembre de 2004 | Costa Rica   | 1:0 (0:0) | Canadá | Estadio Ricardo Saprissa, Tibás                            |                                                            |
|                         | Wanchope 46' | Reporte   |        | Asistencia: 13 000 espectadores Árbitro(s): Ramesh Ramdhan | Asistencia: 13 000 espectadores Árbitro(s): Ramesh Ramdhan |

| 9 de octubre de 2004 | Honduras      | 1:1 (0:0) | Canadá         | Estadio Olímpico, San Pedro Sula                        |                                                         |
|                      | Turcios 90+2' | Reporte   | Hutchinson 73' | Asistencia: 42 000 espectadores Árbitro(s): Kevin Stott | Asistencia: 42 000 espectadores Árbitro(s): Kevin Stott |

| 9 de octubre de 2004 | Costa Rica                                         | 5:0 (2:0) | Guatemala | Estadio Ricardo Saprissa, Tibás                               |                                                               |
|                      | Hernández 19' · Wanchope 36' 62' 69' · Fonseca 83' | Reporte   |           | Asistencia: 18 000 espectadores Árbitro(s): Armando Archundia | Asistencia: 18 000 espectadores Árbitro(s): Armando Archundia |

| 13 de octubre de 2004 | Canadá         | 1:3 (1:0) | Costa Rica                                 | Swangard Stadium, Burnaby                                   |                                                             |
|                       | de Rosario 12' | Reporte   | Wanchope 49' · Sunsing 81' · Hernández 87' | Asistencia: 4000 espectadores Árbitro(s): Peter Prendergast | Asistencia: 4000 espectadores Árbitro(s): Peter Prendergast |

| 13 de octubre de 2004 | Guatemala   | 1:0 (1:0) | Honduras | Estadio Mateo Flores, Guatemala                         |                                                         |
|                       | C. Ruiz 44' | Reporte   |          | Asistencia: 26 000 espectadores Árbitro(s): Neal Brizan | Asistencia: 26 000 espectadores Árbitro(s): Neal Brizan |

| 17 de noviembre de 2004 | Honduras      | 0:0     | Costa Rica     | Estadio Francisco Morazán, San Pedro Sula                   |                                                             |
|                         | Turcios 90+2' | Reporte | Hutchinson 73' | Asistencia: 18 000 espectadores Árbitro(s): Rodolfo Sibrian | Asistencia: 18 000 espectadores Árbitro(s): Rodolfo Sibrian |

| 17 de noviembre de 2004 | Guatemala | 0:1 (0:0) | Canadá         | Estadio Mateo Flores, Guatemala                               |                                                               |
|                         |           | Reporte   | de Rosario 57' | Asistencia: 18 000 espectadores Árbitro(s): Armando Archundia | Asistencia: 18 000 espectadores Árbitro(s): Armando Archundia |

### Grupo 3
| Selección                    | Pts. | PJ | PG | PE | PP | GF | GC | Dif |
| ---------------------------- | ---- | -- | -- | -- | -- | -- | -- | --- |
| México                       | 18   | 6  | 6  | 0  | 0  | 27 | 1  | +26 |
| Trinidad y Tobago            | 12   | 6  | 4  | 0  | 2  | 12 | 9  | +3  |
| San Vicente y las Granadinas | 6    | 6  | 2  | 0  | 4  | 5  | 12 | -7  |
| San Cristóbal y Nieves       | 0    | 6  | 0  | 0  | 6  | 2  | 24 | -22 |

| L\V                                     | Bandera de México | Bandera de San Cristobal y Nieves | Bandera de San Vicente y las Granadinas | Bandera de Trinidad y Tobago |
| Bandera de México                       |                   | 8:0                               | 7:0                                     | 3:0                          |
| Bandera de San Cristobal y Nieves       | 0:5               |                                   | 0:3                                     | 1:2                          |
| Bandera de San Vicente y las Granadinas | 0:1               | 1:0                               |                                         | 0:2                          |
| Bandera de Trinidad y Tobago            | 1:3               | 2:1                               | 5:1                                     |                              |

|  | Clasificado a la Cuarta ronda. |

| 18 de agosto de 2004 | San Vicente y las Granadinas | 0:2 (0:0) | Trinidad y Tobago | Arnos Vale Stadium, Kingstown                          |                                                        |
|                      |                              | Reporte   | McFarlane 80' 85' | Asistencia: 5000 espectadores Árbitro(s): Terry Vaughn | Asistencia: 5000 espectadores Árbitro(s): Terry Vaughn |

| 4 de septiembre de 2004 | San Cristóbal y Nieves | 1:2 (1:1) | Trinidad y Tobago        | Arnos Vale Stadium, Kingstown                           |                                                         |
|                         | Isaac 40'              | Reporte   | McFarlane 45' · John 89' | Asistencia: 2800 espectadores Árbitro(s): Hugo Castillo | Asistencia: 2800 espectadores Árbitro(s): Hugo Castillo |

| 8 de septiembre de 2000 | Trinidad y Tobago | 1:3 (1:2) | México                         | Hasely Crawford, Puerto España                               |                                                              |
|                         | John 39'          | Reporte   | Arellano 1' 80' · Borgetti 19' | Asistencia: 20 000 espectadores Árbitro(s): Mauricio Navarro | Asistencia: 20 000 espectadores Árbitro(s): Mauricio Navarro |

| 10 de septiembre de 2004 | San Vicente y las Granadinas | 1:0 (0:0) | San Cristóbal y Nieves | Arnos Vale Stadium, Kingstown                             |                                                           |
|                          | Jack 23'                     | Reporte   |                        | Asistencia: 4000 espectadores Árbitro(s): Roberto Delgado | Asistencia: 4000 espectadores Árbitro(s): Roberto Delgado |

| 6 de octubre de 2004 | México                                                  | 7:0 (1:0) | San Vicente y las Granadinas | Estadio Hidalgo, Pachuca                           |                                                    |
|                      | Borgetti 31' 68' 77' 89' · Lozano 54' 63' · Santana 81' | Reporte   |                              | Asistencia: 21 000 espectadores Árbitro(s): Hu Liu | Asistencia: 21 000 espectadores Árbitro(s): Hu Liu |

| 10 de octubre de 2004 | Trinidad y Tobago                                     | 5:1 (2:1) | San Cristóbal y Nieves | Manny Ramjohn Stadium, Marabella                             |                                                              |
|                       | Riley 8' (a.g.) · John 24' 80' · Glen 71' · Nixon 88' | Reporte   | Gumbs 43' (pen.)       | Asistencia: 7000 espectadores Árbitro(s): Ricardo Valenzuela | Asistencia: 7000 espectadores Árbitro(s): Ricardo Valenzuela |

| 10 de septiembre de 2004 | San Vicente y las Granadinas | 0:1 (0:1) | México       | Arnos Vale Stadium, Kingstown                         |                                                       |
|                          |                              | Reporte   | Borgetti 25' | Asistencia: 2500 espectadores Árbitro(s): Nery Alfaro | Asistencia: 2500 espectadores Árbitro(s): Nery Alfaro |

| 13 de octubre de 2004 | San Cristóbal y Nieves | 0:3 (0:1) | San Vicente y las Granadinas | Warner Park, Basseterre                                    |                                                            |
|                       |                        | Reporte   | Velox 19' 85' · Samuel 65'   | Asistencia: 500 espectadores Árbitro(s): Alfredo Whittaker | Asistencia: 500 espectadores Árbitro(s): Alfredo Whittaker |

| 13 de octubre de 2004 | México                     | 3:0 (1:0) | Trinidad y Tobago | Estadio Cuauhtémoc, Puebla                                  |                                                             |
|                       | Sinha 19' · Lozano 55' 84' | Reporte   |                   | Asistencia: 37 000 espectadores Árbitro(s): Rodolfo Sibrian | Asistencia: 37 000 espectadores Árbitro(s): Rodolfo Sibrian |

| 13 de noviembre de 2004 | San Cristóbal y Nieves | 0:5 (0:2) | México                                               | Orange Bowl, Miami                                         |                                                            |
|                         |                        | Reporte   | Altamirano 31' · Fonseca 40' 57' · Santana 49' 90+1' | Asistencia: 18 312 espectadores Árbitro(s): Roberto Moreno | Asistencia: 18 312 espectadores Árbitro(s): Roberto Moreno |

| 17 de noviembre de 2000 | Trinidad y Tobago   | 2:1 (0:0) | San Vicente y las Granadinas | Hasely Crawford, Puerto España                            |                                                           |
|                         | Sam 84' · Eve 90+1' | Reporte   | Haynes 49'                   | Asistencia: 10 000 espectadores Árbitro(s): Carlos Batres | Asistencia: 10 000 espectadores Árbitro(s): Carlos Batres |

| 17 de noviembre de 2004 | México                                                                                 | 8:0 (3:0) | San Cristóbal y Nieves | Estadio Tecnológico, Monterrey                          |                                                         |
|                         | Altamirano 10' (pen.) · Pérez 21' 49' 78' · Fonseca 44' 56' · Osorno 52' · Santana 67' | Reporte   |                        | Asistencia: 12 000 espectadores Árbitro(s): Kevin Stott | Asistencia: 12 000 espectadores Árbitro(s): Kevin Stott |